# Ligne d'Oulu à Tornio
La ligne d'Oulu à Tornio (finnois : Oulu–Tornio-rata) est une ligne de chemin de fer, à voie unique partiellement électrifiée, du réseau de chemin de fer finlandais qui relie Oulu à Tornio.

## Infrastructure

### Gares

Bâtiments de gares
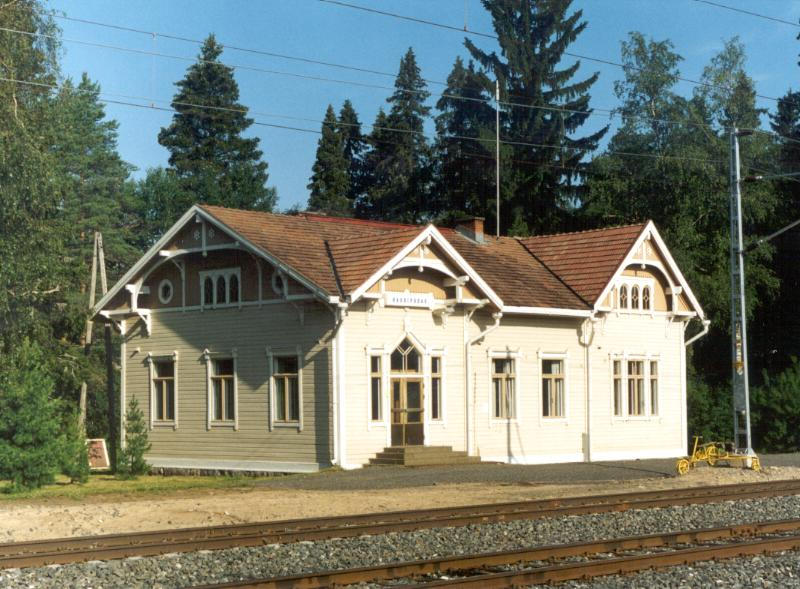
Haukipudas.
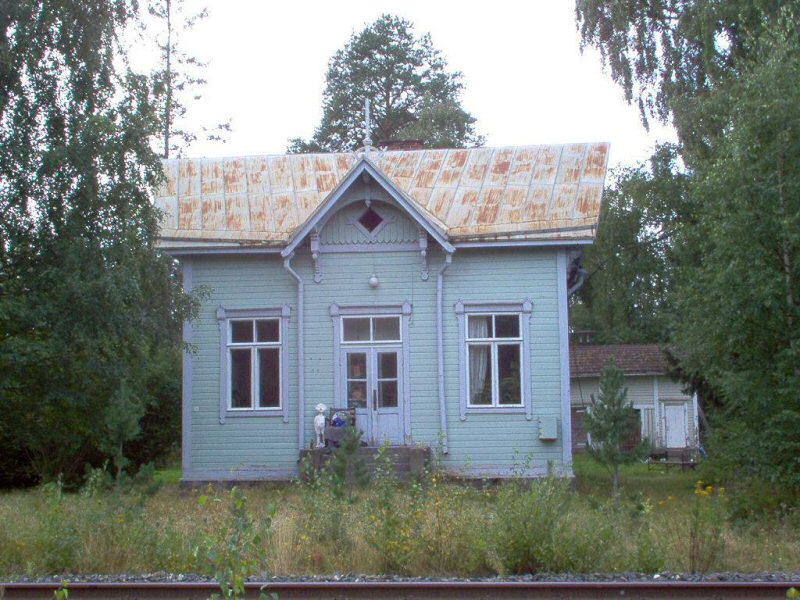
Kello.
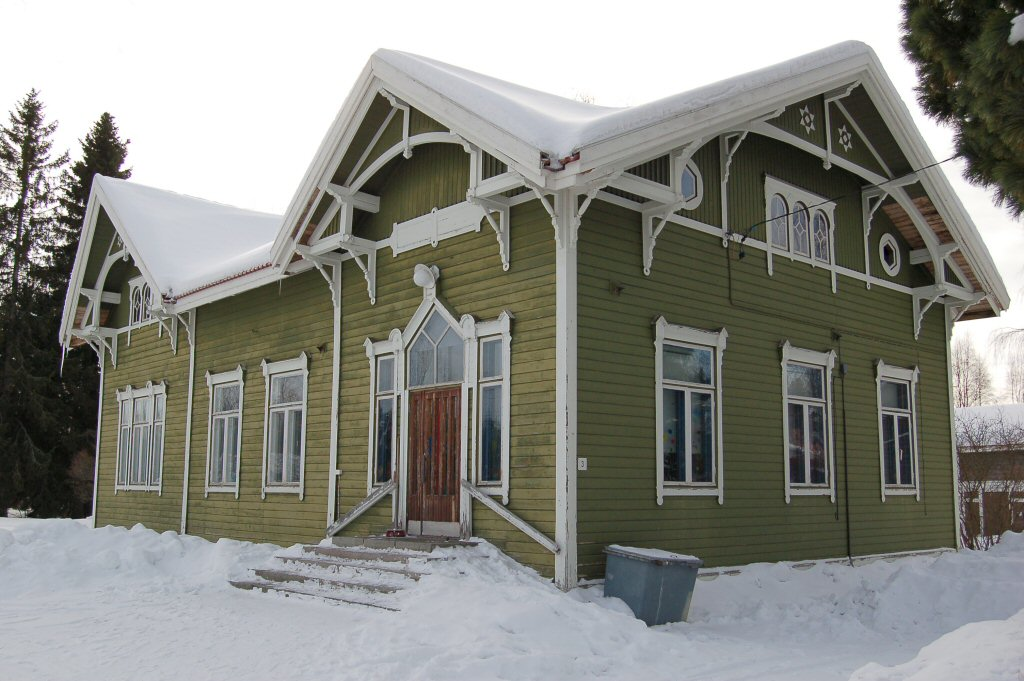
Kuivaniemi.

### Ouvrages d'art

Ponts ferroviaires
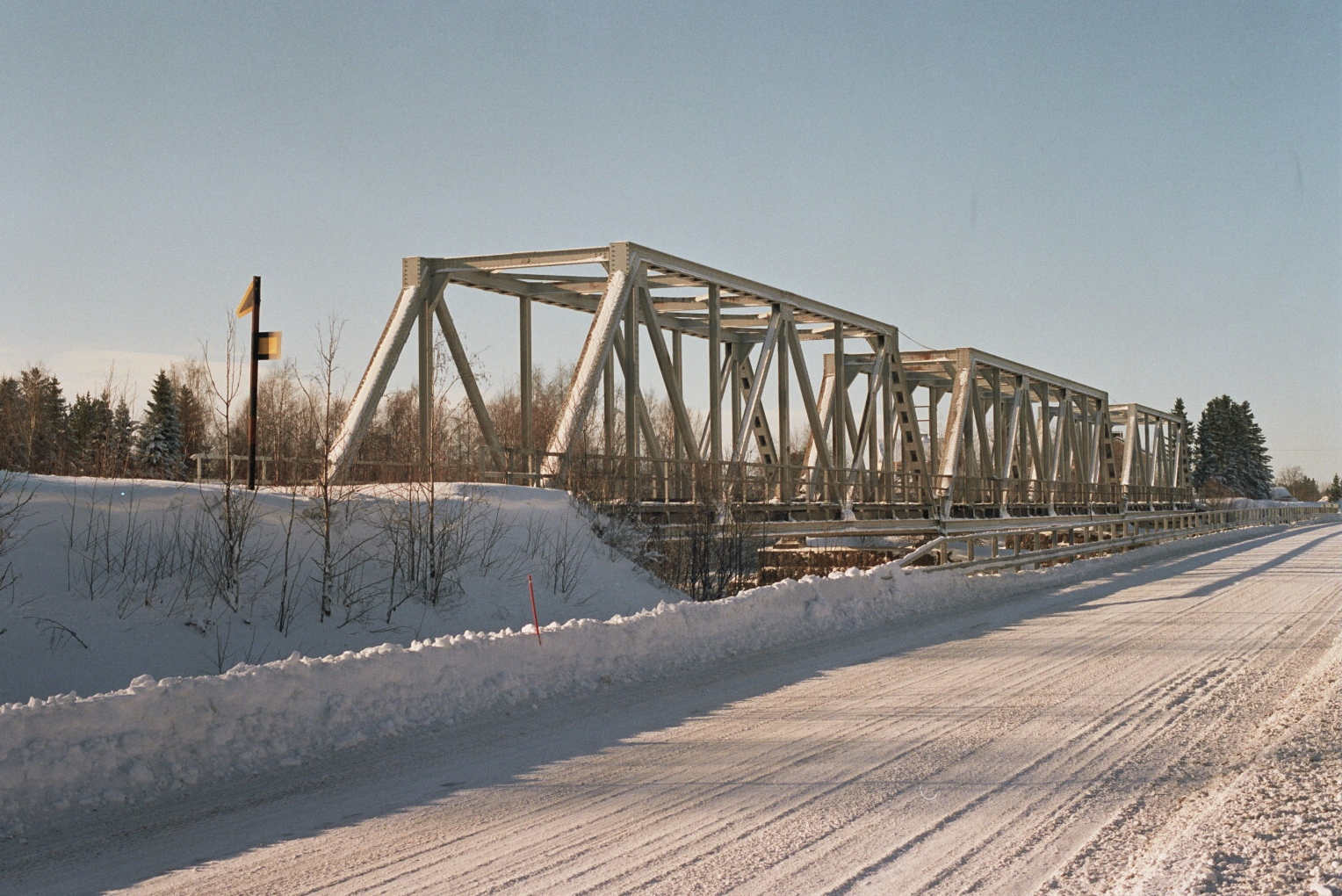
Raumonjoki.
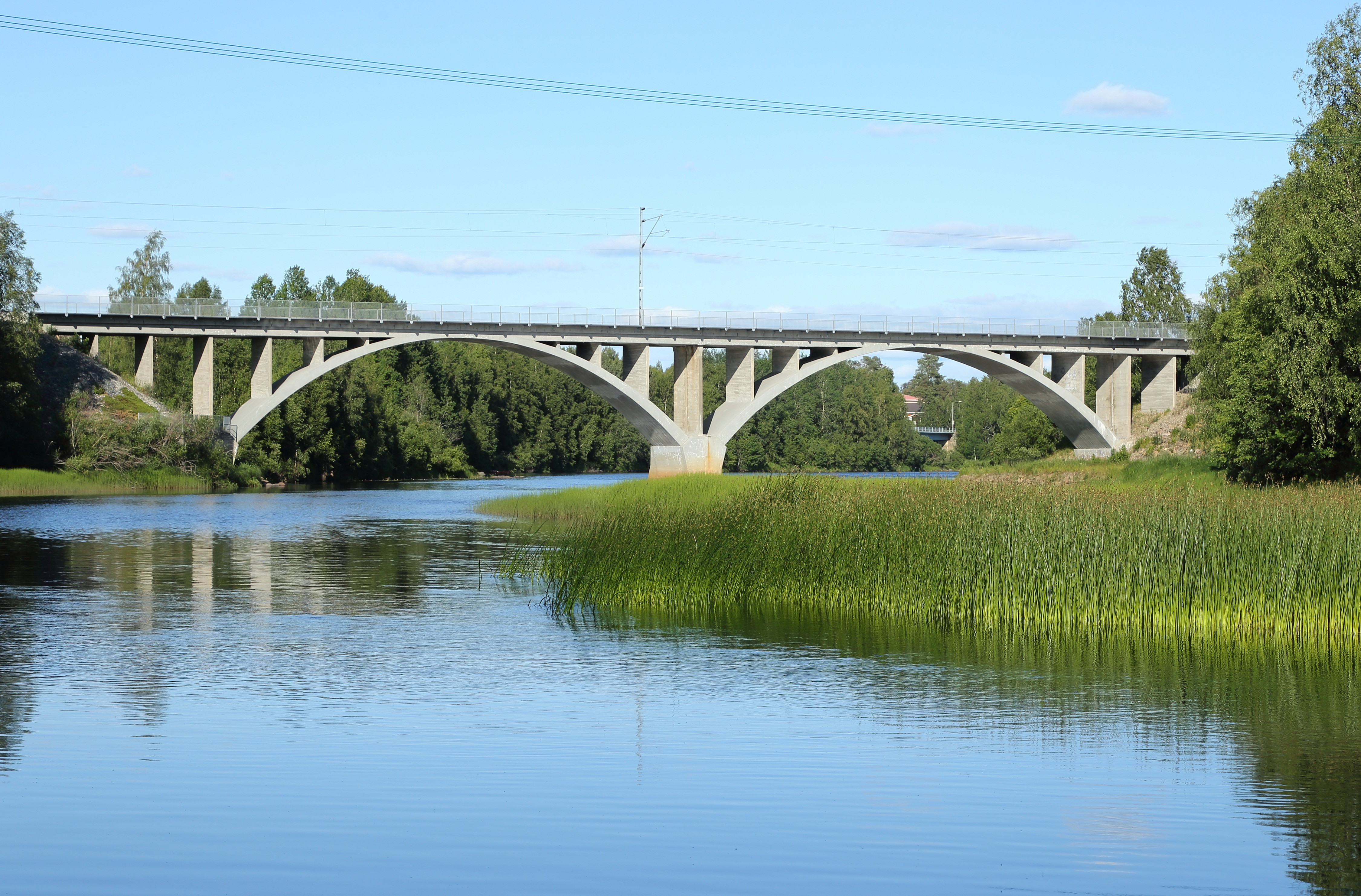
Kuivajoki.
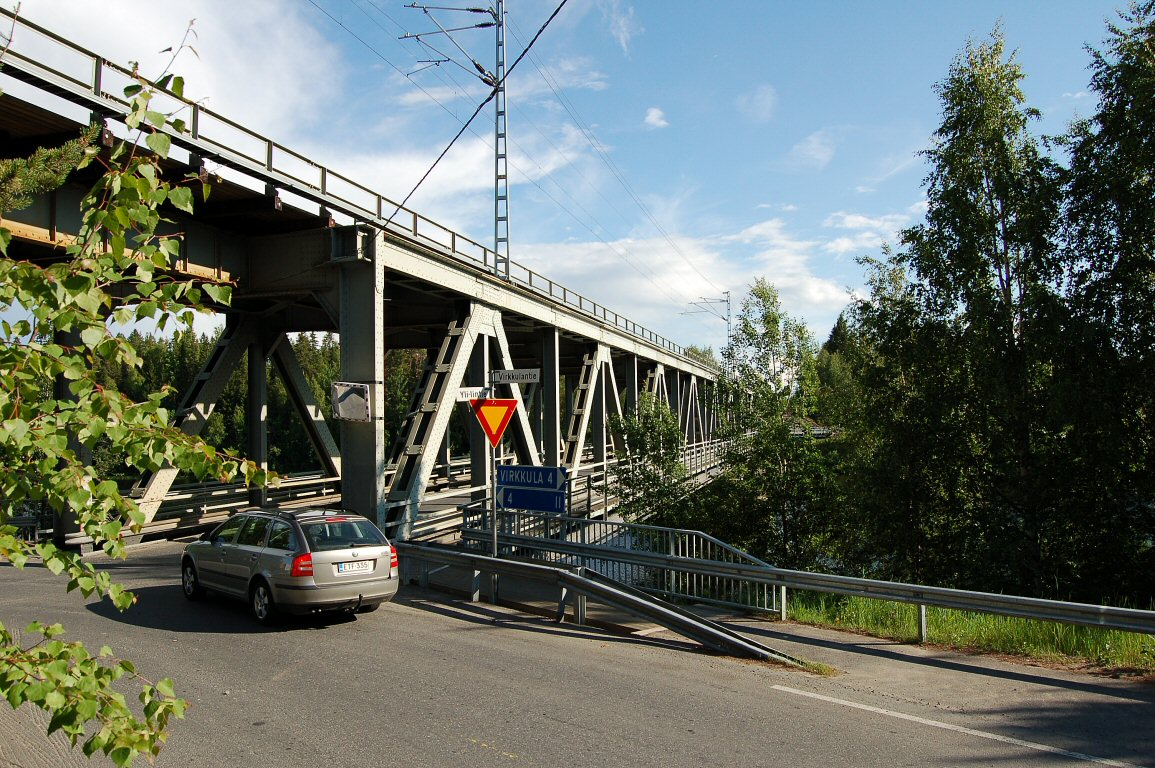
Iijoki.